# Navia aurea
Navia aurea är en gräsväxtart som beskrevs av Lyman Bradford Smith. Navia aurea ingår i släktet Navia och familjen Bromeliaceae. Inga underarter finns listade i Catalogue of Life.